# The Mad Lover (film 1917)
The Mad Lover è un film muto del 1917 sceneggiato e diretto da Léonce Perret, conosciuto anche come A Modern Othello, The Shadow of the Night e The Lash of Jealousy. Prodotto dalla Robert Warwick Film e dalla Harry Rapf Productions e distribuito dalla Pathé Exchange, era interpretato da Robert Warwick ed Elaine Hammerstein.

## Produzione
Il film fu prodotto dalla Robert Warwick Film e Harry Rapf Productions. Alcune scene furono girate al Billings estate, Curls Neck Farm a Richmond, in Virginia, mentre gran parte del film, quella in interni, fu girata nei Selznick Studios nel Bronx, a New York.

## Distribuzione
Il copyright del film, richiesto dalla Pathé Exchange, fu registrato l'8 ottobre 1917 con il numero LU11517.
Distribuito dalla Pathé Exchange e presentato da Harry Rapf, il film uscì nelle sale cinematografiche statunitensi il 22 luglio 1917. Fonti contemporanee riportano che in origine doveva essere distribuito dalla Lewis J. Selznick Enterprises. Poco dopo la sua prima uscita, la Pathé vendette il film a distributori locali che, in alcuni casi, ne cambiarono il titolo in A Modern Othello, The Shadow of the Night o The Lash of Jealousy.
Non si conoscono copie ancora esistenti della pellicola che viene considerata presumibilmente perduta.